# Novato (educación)

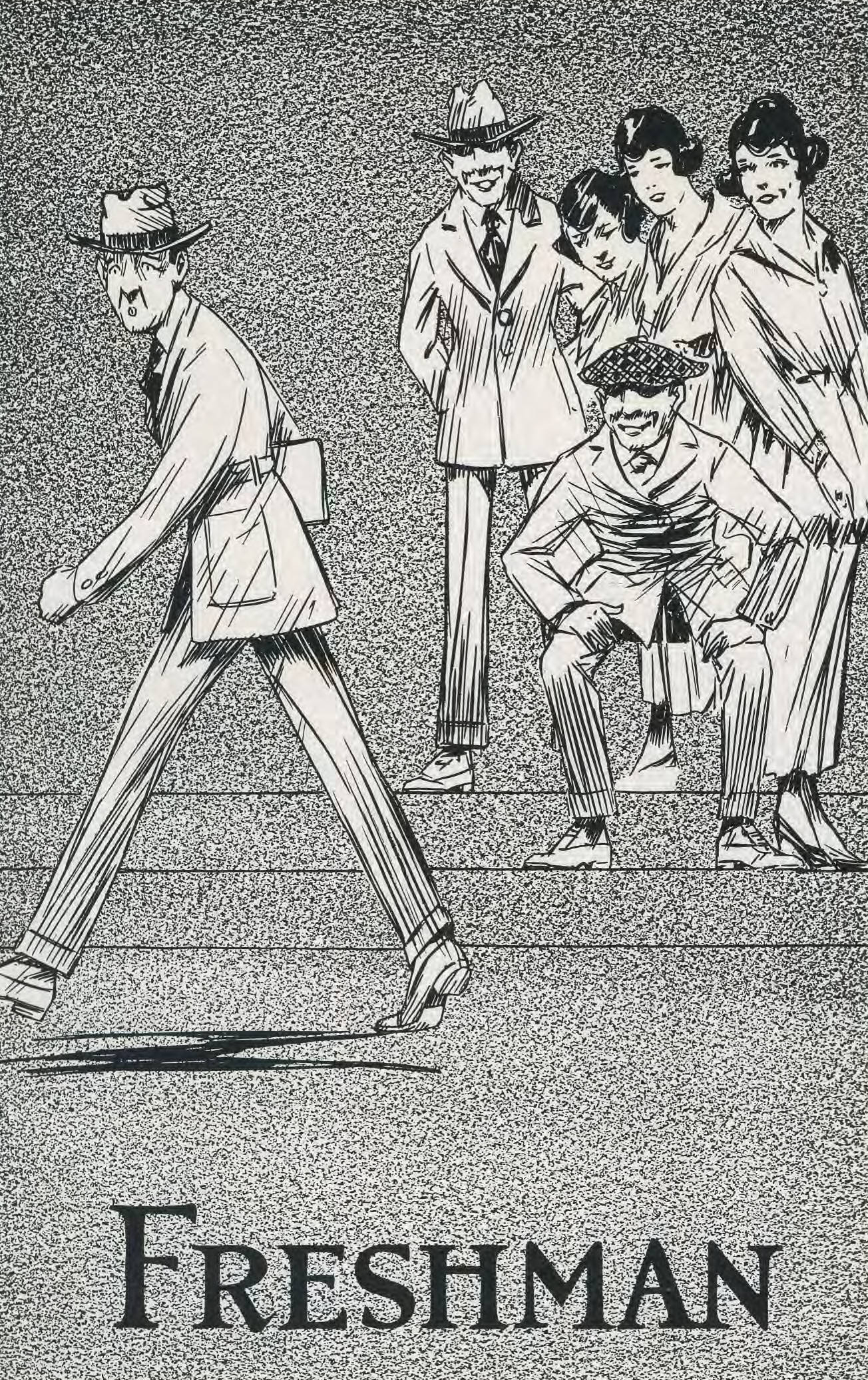
"Freshman" (1920), ilustración incluida en el Anuario Locus Ed. 1920, de la East Texas State Normal College. La voz inglesa "freshman" traduce literalmente al español "novato". Se emplea ampliamente en el ámbito universitario angloparlante para referirse a recién admitidos y estudiantes de primer año.

Un novato es como se llama generalmente en el ambiente universitario a los estudiantes de primer año, sobre todo en España y países de Hispanoamérica, aunque en otros países y regiones reciben nombres distintos.  

## En Chile
Mechón o  mechona se les denomina a los recién ingresados al estudio superior en la Universidad de Chile, término que se ha masificado al resto de las universidades salvo excepciones como al Universidad de Santiago donde se les llama, cachorro o  cachorra, así como también en la Pontificia Universidad Católica de Chile, en donde sus estudiantes de primer año son denominados novatos y novatas. Normalmente se les dan la bienvenida con cortes de cabello, impactos de huevos, tinturas, recortes en sus vestimentas y la tarea de recaudar fondos para la fiesta de bienvenida, en cambio otras instituciones han optado por entregar fondos a alumnos de años superiores para organizar las bienvenidas.

## En Colombia
Primíparo es el vocablo con el que se denomina en Colombia a los universitarios novatos. A pesar de ser motivos de burlas, no está muy difundido el realizar bromas de "iniciación".

## En Perú
Cachimbo es el vocablo usado a los que ingresan a la universidad. Es una tradición peruana que a los varones que ingresan a la universidad se les rasure o corte el cabello con estilo militar, siendo el caso de las chicas que les cortan colas de cabello. El término designa tanto a los varones como a las mujeres. Ocasionalmente, estas ceremonias de ingreso a la vida universitaria también van acompañadas de otro tipo de extravagancias como tintes o huevos sobre el cabello. 
Esta costumbre tiene como fundamento el ser un ritual de iniciación.

## En Estados Unidos
Un freshman (inglés estadounidense) o fresher (Reino Unido, India, Irlanda), o en ocasiones fish, freshie, fresher, prep, son términos utilizados para describir a un estudiante en el primer año de universidad, aunque también pueden ser utilizados para los novatos de otras etapas educativas, como el colegio o instituto.